# Carol W. Greiderová
Carolyn Widney Greiderová, nepřechýleně Greider (* 15. dubna 1961 San Diego, Kalifornie) je americká molekulární bioložka, od roku 2020 působí jako zasloužilá profesorka na katedře molekulární, buněčné a vývojové biologie na Kalifornské univerzitě v Santa Cruz.  
V roce 1984, kdy působila jako postgraduální studentka Elizabeth Blackburnové na Kalifornské univerzitě v Berkeley, objevila enzym telomerázu a dále vedla výzkum zabývající se její strukturou.
V roce 2009 byla oceněna spolu s Blackburnovou a Jackem W. Szostakem Nobelovou cenou za fyziologii a lékařství za jejich objev, že telomery jsou chráněny před nadměrným zkracováním díky telomeráze.
Během své kariéry se Greiderová věnovala biochemii telomerázy, funkci telomer a jejich roli při udržování stability genomu, prevenci rakoviny a modulaci senescence a stárnutí. Jednou z oblastí jejího současného zájmu je studium degenerativních lidských onemocnění způsobených krátkými telomerami.

## Dětství a mládí
Greiderová se narodila v San Diegu v Kalifornii. Její otec Kenneth Greider byl profesorem fyziky na Kalifornské univerzitě. Ze San Diega se rodina přestěhovala do Davisu v Kalifornii, kde Carol prožila mnoho let a v roce 1979 zde absolvovala střední školu. Zásluhy za rozhodnutí věnovat se vědě přičítá svým rodičům. V roce 1983 získala bakalářský titul z biologie na College of Creative Studies na Kalifornské univerzitě v Santa Barbaře. V té době také pracovala jako studentka na univerzitě v Göttingenu.
Greiderová je dyslektička a domnívá se, že díky dyslexii se naučila respektovat odlišnosti a činit netradiční rozhodnutí, jako když  se rozhodla pracovat s neobvyklým organismem Tetrahymenou. Zpočátku měla potíže dostat se na postgraduální studium, protože díky dyslexii měla špatné výsledky z přijímacích testů. Přihlásila se na postgraduální studium na třináct různých škol, ale nabídku dostala pouze ze dvou, z Kalifornského technologického institutu a Kalifornské univerzity v Berkeley. Vybrala si Berkeley, kde mohla pracovat s Elizabeth Blackburnovou a kde později spolu objevily telomerázu.

## Objevení telomerázy
Greiderová nastoupila do laboratoře pod vedením Elizabeth Blackburnové v dubnu 1984 a hledala enzym, o němž se předpokládalo, že přidává na konce chromozomů další báze DNA. Bez přidání těchto dodatečných bází se chromozomy během replikace DNA zkracují, což nakonec vede k poškození chromozomů a jejich stárnutí nebo k rakovinotvorné fúzi chromozomů. Blackburnová a Greiderová hledali enzym v modelovém organismu Tetrahymena thermophila, což je sladkovodní prvok s velkým počtem telomer.
Greiderová s Blackburnovou zjistili, že za přidávání DNA do telomer je zodpovědný enzym telomeráza. Své výsledky publikovaly v prosinci 1985 v časopise Cell. Enzym, původně nazývaný „telomerová terminální transferáza“, je nyní známý jako telomeráza. Telomeráza obnovuje konce chromozomů a určuje tak délku života buněk. Greiderová získala v roce 1987 na Kalifornské univerzitě v Berkeley doktorát z molekulární biologie.

## Vědecká kariéra
Po obhájení doktorátu získala Greiderová stipendium na výzkum v laboratoři v Cold Spring Harbor na Long Island, ve státě New York. Tam pokračovala ve výzkumu telomerázy, charakterizovala genetické prvky enzymu a dále objasňovala jeho buněčné funkce. V polovině 90. let se její výzkum stále více zaměřoval na délku telomer. Telomery se skládají z opakujících se segmentů DNA a při každém dělení buňky dochází ke ztrátě několika těchto segmentů. Když se telomery zkrátí na určitou délku, dojde k buněčné smrti. Telomery tedy hrají důležitou roli při určování délky života buněk.

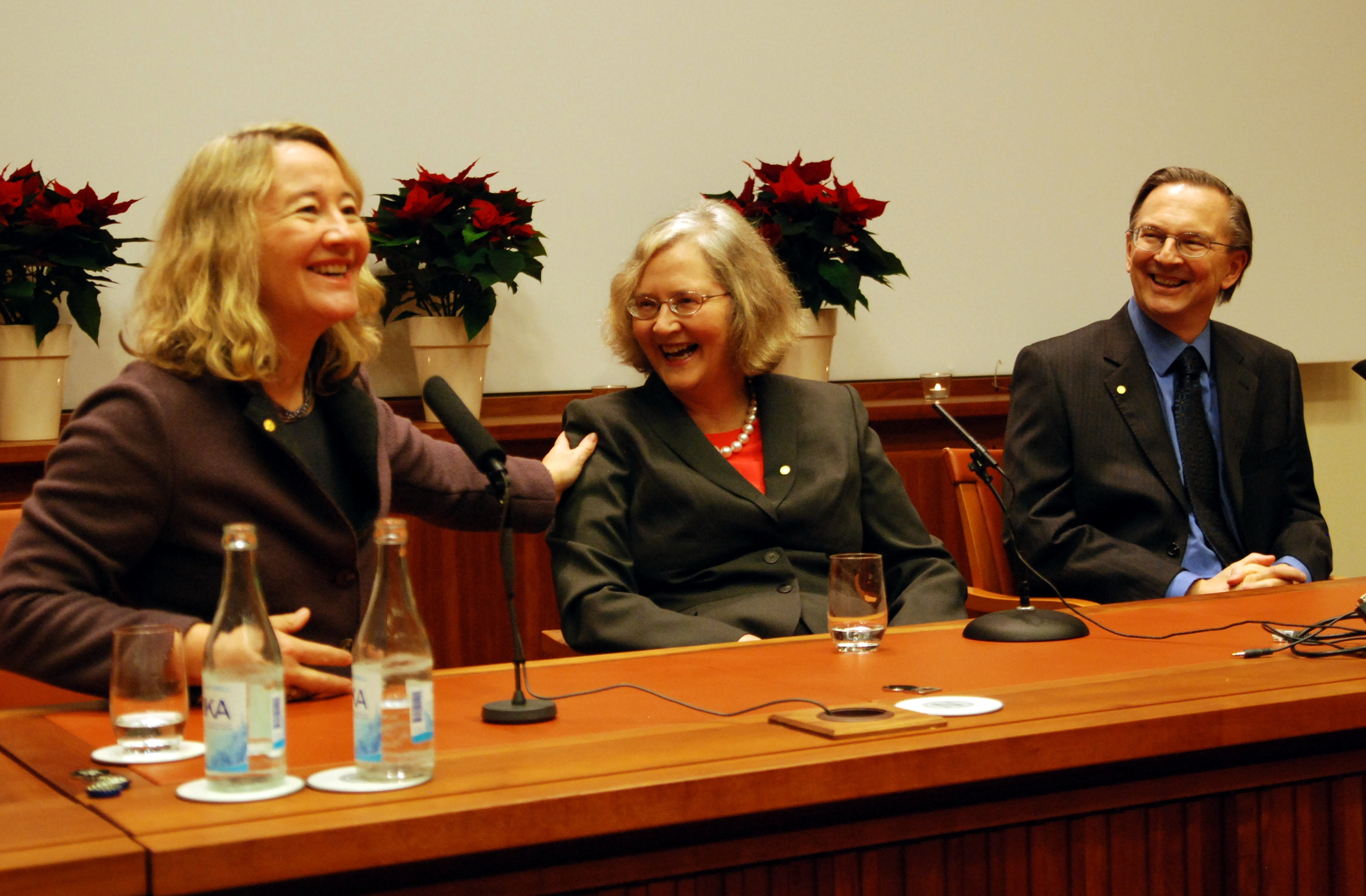
Tisková konference s laureáty Nobelovy ceny 2009: zleva Carol W. Greider, Elizabeth Blackburn a Jack W. Szostak

U některých typů rakoviny je však regulace délky života buněk pomocí telomer nefunkční, telomeráza je v nádorových buňkách trvale aktivována a umožňuje jim obejít buněčné stárnutí a pokračovat v růstu jako nesmrtelné buňky. Greiderová zjistila, že inhibice aktivity telomerázy v nádorových buňkách zabraňuje přežívání buněk, a tím zpomaluje růst nádorů. Tento výzkum vedl k následnému zviditelnění telomerázy jako možného cíle pro vývoj léků proti rakovině. Na počátku roku 2000 Greiderová pokračovala ve zkoumání role telomer a telomerázy při vzniku rakoviny. Studovala také vliv zkracování telomer na stárnutí a nemoci související s věkem.
V roce 1997 Greiderová nastoupila jako docentka molekulární biologie a genetiky na lékařskou fakultu Univerzity Johnse Hopkinse v Baltimoru ve státě Maryland, kde se v roce 1999 stala řádnou profesorkou a v roce 2001 profesorkou onkologie. V roce 2003 se stala vedoucí oddělení molekulární biologie a genetiky na univerzitě.
Greiderová, Blackburnová a Szostak se v roce 2006 podělili o Cenu Alberta Laskera za základní lékařský výzkum za práci na telomerách a v roce 2009 společně obdrželi  za výzkum a přínos k poznání telomer a enzymu telomerázy Nobelovu cenu za fyziologii a lékařství.
V roce 2020 Greiderová přešla na Kalifornskou univerzitu v Santa Cruz jako zasloužilá profesorka molekulární, buněčné a vývojové biologie. Její laboratoř zaměstnává studenty i postdoktorandy, kteří dále zkoumají biologii telomer a jejich souvislost s nemocemi. Používají různé nástroje včetně kvasinek, myší a biochemie, aby dále prozkoumali postupné zkracování telomer.

## Osobní život
Greiderová se v roce 1993 provdala za kolegu akademika Nathaniela C. Comforta. Mají spolu dvě děti. V roce 2011 se rozvedli.